# Il ragazzo con la bicicletta
Il ragazzo con la bicicletta (Le Gamin au vélo) è un film del 2011 scritto e diretto da Jean-Pierre e Luc Dardenne.

## Trama
Cyril ha quasi 12 anni e cerca disperatamente di ritrovare il padre che invece lo ha abbandonato, lasciandolo temporaneamente in un centro di accoglienza per l'infanzia. Durante una sua fuga incontra Samantha, una donna che ha un negozio di parrucchiera, la quale, qualche giorno dopo, gli riporta la sua bicicletta che il padre aveva venduto per necessità di denaro. Cyril le chiede se desidera ospitarlo durante i fine settimana e Samantha accetta. Il ragazzo poi riesce ad incontrare il padre il quale però gli dice che non ha intenzione di occuparsi di lui e che non vuole più vederlo.
Un giorno, fa la conoscenza di alcuni ragazzi di strada, capeggiati dal più grande Wes, anch'egli un tempo ospite del centro, che dimostra subito di avere simpatia nei confronti di Cyril. Samantha non vuole che il ragazzo frequenti Wes perché ha la brutta fama di essere uno spacciatore. Cyril una sera ferisce Samantha ad un braccio e scappa di casa per compiere una rapina pianificata da Wes, con una mazza da baseball aggredisce un edicolante per poi fuggire con l'incasso della giornata. Wes, sapendo che Cyril è stato visto in volto e che quindi potrebbe essere riconosciuto, non prende la refurtiva e, minacciandolo, proibisce al ragazzo di fare il suo nome, Cyril allora va dal padre ma anche lui rifiuta i soldi e caccia via il figlio. Al suo rientro Samantha gli dice che deve andare dalla polizia perché lo stanno cercando per quello che ha fatto, Cyril si scusa con lei e poi le chiede di prendersi cura di lui definitivamente.
In seguito alla denuncia Samantha si fa carico delle spese del risarcimento e Cyril chiede scusa alla vittima. Un giorno incrocia per caso l'edicolante: il figlio, anch'egli aggredito durante la rapina, lo insegue tirandogli dei sassi; Cyril si arrampica in cima ad un albero ma poi cade. Giace per terra privo di sensi, poco dopo si risveglia ma non vuole essere soccorso da un'ambulanza, così risale in sella alla sua bicicletta per fare ritorno a casa.

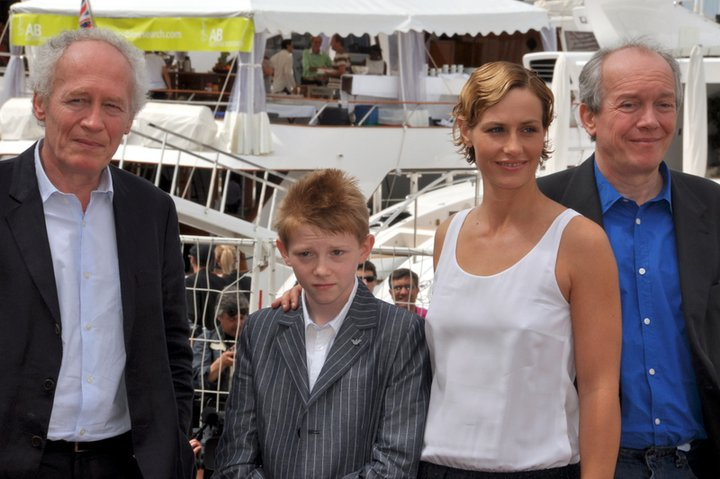
I registi con Thomas Doret e Cécile de France al Festival di Cannes 2011.

## Cast
L'attrice protagonista è Cécile de France, è la prima volta che i Dardenne si affidano ad un'attrice di una certa fama. Inoltre nel film recitano in altri ruoli Jérémie Renier e Fabrizio Rongione che in passato hanno partecipato a diversi film dei registi belgi. Nel film ha un piccolo cameo anche Olivier Gourmet, che da La Promesse in poi è apparso in tutti i film dei Dardenne.

## Location
Le riprese del film si sono svolte principalmente nella città di Seraing in Belgio.

## Distribuzione
Il film è stato presentato in concorso al Festival di Cannes 2011, dove ha vinto il Grand Prix Speciale della Giuria. Dopo la proiezione al festival, il 15 maggio, il film è stato distribuito nelle sale cinematografiche italiane, francesi e belghe il 18 maggio.

## Riconoscimenti
- 2011 - Festival di Cannes
  - Grand Prix Speciale della Giuria
- 2011 - Premio Flaiano
  - Premio alla regia
- 2011 - European Film Awards
  - Miglior sceneggiatura
- 2011 - Semana Internacional de Cine de Valladolid
  - Menzione speciale ai giovani attori
- 2012 - Premio Magritte
  - Miglior promessa maschile a Thomas Doret